# یونین اسکوئر ونچرز
یونین اسکوئر ونچرز یک شرکت سرمایه گذاری می‌باشد. مرکز این شرکت در شهر نیویورک مستقر است. این شرکت توسط فرد ویلسون و براد برنهام در سال ۲۰۰۴ تأسیس شد. آلبرت ونگر نیز از سال ۲۰۰۸ وارد این شرکت شد.

## نمونه کارها
ز جمله مهم‌ترین سرمایه گذاری‌های USV در مرحله اول :
- بیهنس[۲]
- Boxee[۳]
- Casetext[۴]
- Clarifai[۴]
- Coinbase[۵]
- Clue (mobile app)[۴]
- Crowdrise[۶]
- دلیشز (وب‌گاه)[۷]
- Disqus[۸]
- Dronebase[۴]
- داک‌داک‌گو
- دولینگو[۹]
- Etsy[۱۰]
- eShares[۴]
- فیدبرنر[۱۱]
- Figure 1[۱۲]
- Flurry[۱۳]
- فوراسکوئر[۱۴]
- Funding Circle[۱۵]
- goTenna[۱۶]
- Indeed[۱۷]
- کیک‌استارتر[۱۸]
- Koko[۴]
- La Ruche[۴]
- Meetup[۱۹]
- مانگودی‌بی[۲۰]
- اوبی‌وان کنوبی[۴]
- کویزلت[۴]
- Radionomy[۲۱]
- SimScale[۴]
- Shippo[۲۲]
- توییتر[۲۳]
- Work Market[۲۴]
- Yieldmo[۲۵]
- Zynga[۲۶]

## پیونده به بیرون
- وبگاه رسمی